# Ґлодово (гміна Мястко)
Ґлодово (пол. Głodowo, нім. Gloddow) — село в Польщі, у гміні Мястко Битівського повіту Поморського воєводства.
Населення — 98 осіб (2011).
У 1975-1998 роках село належало до Слупського воєводства.

## Демографія
Демографічна структура станом на 31 березня 2011 року:
|          | Загалом | Допрацездатний вік | Працездатний вік | Постпрацездатний вік |
| -------- | ------- | ------------------ | ---------------- | -------------------- |
| Чоловіки | 55      | 8                  | 44               | 3                    |
| Жінки    | 43      | 9                  | 25               | 9                    |
| Разом    | 98      | 17                 | 69               | 12                   |